# Diamesa starmachi
Diamesa starmachi is een muggensoort uit de familie van de dansmuggen (Chironomidae). De wetenschappelijke naam van de soort is voor het eerst geldig gepubliceerd in 1970 door Kownacki & Kownacka.